# Robbie Collin
Robbie Collin es un crítico de cine británico.
Collin fue educado en la Universidad de Saint Andrews, Escocia, donde estudió estética y filosofía del cine. Editó el periódico estudiantil de la universidad, The Saint.
Collin es el principal crítico de cine en el The Daily Telegraph. De 2007 a 2009, escribió una columna semanal de cine para el News of the World hasta el cierre del periódico en julio de 2011. El mismo año, fue nominado para el premio de crítico del año en los Premios de la Prensa Británica. Apareció en el Vue Film Show de Channel 4, presentado por Edith Bowman, y contribuye al Arts Show de BBC Radio 2 con Claudia Winkleman. En agosto de 2013, fue presentador invitado del programa de BBC Radio 4, Film. En agosto de 2014, febrero de 2015 y julio-agosto de 2015 fue presentador invitado de Kermode and Mayo's Film Review, también con Edith Bowman.